# Institut Raúl Porras Barrenechea
L'Institut Raúl Porras Barrenechea de l'Université nationale majeure de San Marcos (IRPB-UNMSM), fondé en 1964 par l'Université de San Marcos en l'honneur du professeur, historien et diplomate péruvien Raúl Porras Barrenechea, agit comme un Centre des hautes études et de recherche péruvien pour développer et promouvoir la recherche liée principalement aux domaines des sciences humaines, des arts et des sciences sociales. À cette fin, l'institut offre aux chercheurs et au grand public une bibliothèque spécialisée dans les domaines mentionnés,.
L'institut est également responsable de la Maison-musée Raúl Porras Barrenechea, bâtiment déclaré « Monument historique et artistique » du Pérou par résolution ministérielle en 1980,. L'emplacement préserve et expose en permanence des œuvres d'art, meubles, peintures, sculptures, photographies, familiales et souvenirs personnelles de Porras Barrenechea ; l'Archivo Porras ; et le musée des écrivains péruviens. Il est situé dans le district de Miraflores et est voisin de la Maison-musée Ricardo Palma, ce qui lui permet de développer pleinement le but pour lequel il a été fondé, étant l'un des centres de l'activité culturelle dans le pays. La maison-musée est aussi le point final et le plus important de la « Route littéraire Mario Vargas Llosa, », l'un des lauréats du concours international Walking Visionaires Awards organisé en 2015 par Walk21Vienna,.
Le bâtiment de l'institut a été pendant des décennies l'un des principaux centres culturels de Lima, aussi bien du vivant qu'après la mort du professeur Porras Barrenechea. Des tableaux illustrant l'histoire du Pérou y sont présents parmi lesquels quelques œuvres du peintre indigéniste José Sabogal ,. Parmi les intellectuels péruviens qui ont eu un lien significatif avec la maison de Porras Barrenechea, on trouve Mario Vargas Llosa, Pablo Macera, Carlos Araníbar, Luis Jaime Cisneros, Hugo Neira, Jorge Basadre, Raúl Ferrero Rebagliati, Félix Álvarez Brun, Jorge Puccinelli, Carlos Alzamora, Miguel Maticorena, René Hooper, Antonio Garrido Aranda, Emilio Vásquez, Luis Loayza, María Rostworowski, et Waldemar Espinoza.